# Mycalesis lepcha
Mycalesis lepcha är en fjärilsart som beskrevs av Moore 1880. Mycalesis lepcha ingår i släktet Mycalesis och familjen praktfjärilar. Inga underarter finns listade i Catalogue of Life.